# Stopper

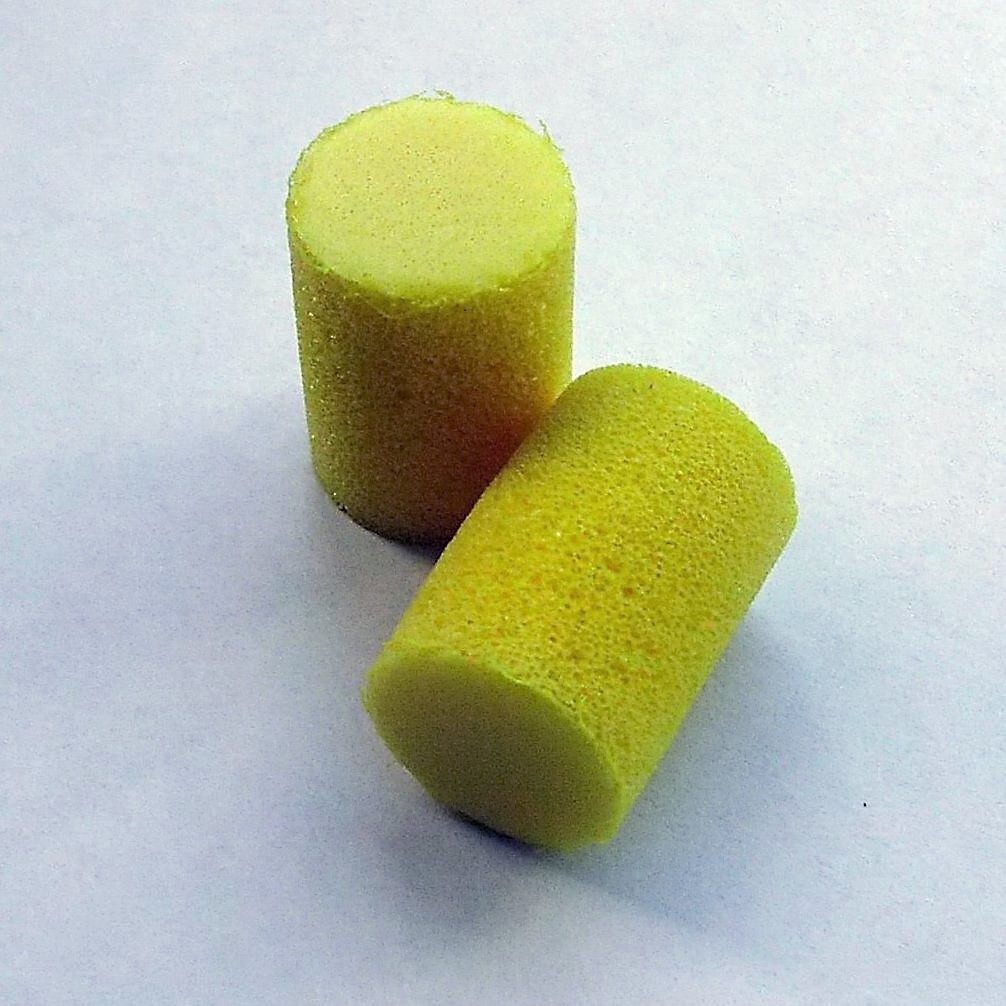
Jednorazowe stoppery

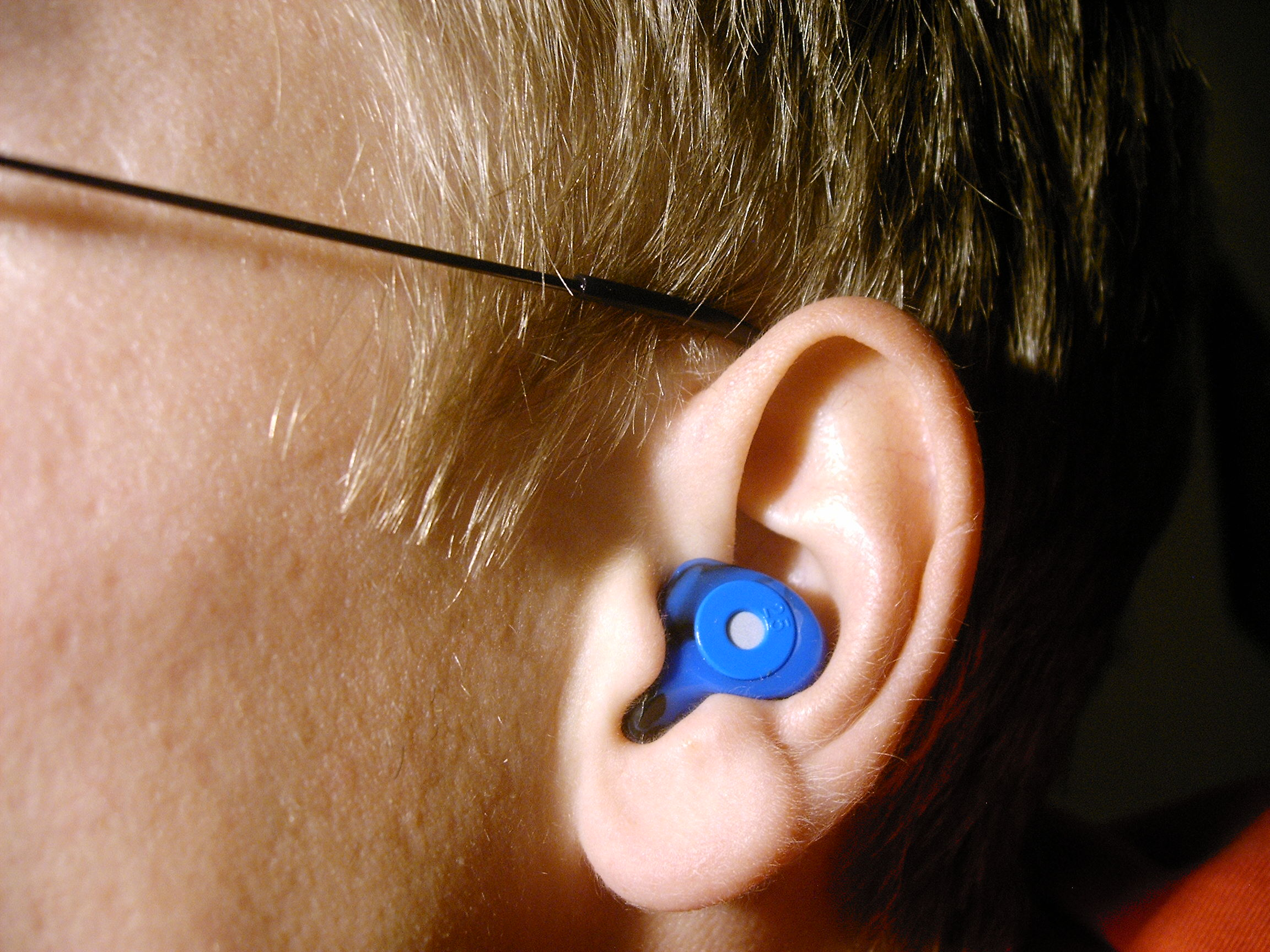

Stopper – zatyczka do ucha wykonana najczęściej z gąbki, pianki lub gumy o odpowiednim kształcie, której zadaniem jest chronić ucho przed nadmiernym hałasem. Przed umieszczeniem w uchu należy go lekko ścisnąć palcami, aby uformować stożek, po to, aby łatwiej i odpowiednio głęboko umieścić w przewodzie słuchowym zewnętrznym.
Gdy znajdzie się w środku ucha, stopper powraca do swojego pierwotnego kształtu i szczelnie wypełnia komorę ucha, skutecznie blokując nadmiar hałasu.
Najczęściej stoppery stosują pracownicy pracujący w warunkach o dużym natężeniu dźwięku, ale można korzystać z nich także w domu, np. podczas snu.

## Wydajność i problemy podczas uzywania

Weryfikacja pracownika, indywidualny nadzór (Australia)

Redukcja hałasu w praktyce może być bliska zeru i bardzo niestabilna. Ta redukcja rzadko odpowiada SNR.
Eksperci zabraniają używania SNR do wyboru środka zaradczego. Wymagana jest indywidualna kontrola każdego pracownika.
Te urządzenia ochronne zmniejszają ryzyko uszkodzenia słuchu; ale ta redukcja jest nieistotna.